# San José de los Guajes
San José de los Guajes es una población del estado de Jalisco, en México
Pueblo con calles estrechas y empedradas con pendientes pronunciadas y casas con techos entejados. Se caracteriza por la elaboración de los mejores quesos y panelas de la región. Mujeres trabajadoras, guapas, simpáticas y amables y hombres trabajadores y respetuosos. Se encuentra al este de Juchitlán y a 135 km de Guadalajara por la carretera Federal 80 que va de Guadalajara a Barra de Navidad. En este pueblo se encuentra un volcán muy poco conocido en un cerro llamado "tezontel" que ahora mismo se encuentra inactivo, de la misma manera, una mina de mármol denominado “Mármol Café Camberos”.